# 解散十三个西安救亡团体
解散十三個西安救亡團體，是指1938年中国国民党陕西省党部发表通告解散當時在野的中國共产党领导下的西安十三個抗日救亡群众团体事件。

## 背景
西安事变后，在周恩来直接指导下，中共陕西省委于1936年12月25日在西安恢复成立。1937年初，国民政府派重兵进驻西安，中共陕西省委机关迁至中国人民抗日红军前敌总指挥部驻地泾阳县云阳镇。
中共陕西省委恢复之后，通过西北各界救国联合会、西安学生救国会、中华民族解放先锋队（简称“民先”或“民先队”）西安队部、西北队部、东北民众救亡会等群众团体，宣传中国共产党的抗日民族统一战线政策，开展和平、民主、抗日的群众运动。1937年7月7日卢沟桥事变爆发后，7月8日中共中央发出《为日军进攻卢沟桥通电》。7月10日中共陕西省委发出《为日军进攻卢沟桥事件告西北各界同胞书》，号召西北人民团结保卫华北，收复失地，为中华民族的独立奋斗到底；并要求南京国民政府抛弃对日和平退让的幻想，尽一切力量抵抗日寇进攻华北；还要求当局即刻开放民众运动，给人民以抗日救国自由。7月12日，中共陕西省委发出《关于日本进攻平津与党的任务及工作指示》，要求陕西省各级中共党组织抓紧开展抗日宣传鼓动及抗日人民的组织工作，开展抗日救亡运动，为发动全民族抗战而奋斗。同日，中共陕西省委指示中共西安工委，动员西安的各个救亡团体、学校、各界人民，发起平津抗战后援会，请愿慰劳在平津抗战的国民革命军第二十九路军，推动各界救亡运动，宣传抗战。7月14日，中共陕西省委对开赴抗战前线的国民革命军第十七路军中共党组织作出指示称，大规模的民族革命战争已开始，中共党员要奋勇杀敌，以模范作用影响并带动周围其他人，在各级党组织同上级组织脱离的环境下，每个中共党员及支部都要具备独立工作精神。
随着中共陕西省委在云阳镇发布《为日军进攻卢沟桥事件告西北各界同胞书》及党内指示，陕西省国统区群众抗日救亡运动迅速开展起来。根据不完全统计，到1938年，中共陕西党组织领导成立的较大的抗日救亡团体共15个，成员近4万人。抗日救亡团体创办的和受中共陕西党组织影响的报刊有《西北战线》、《学生呼声》、《老百姓》、《大团结》等20余种。
1937年6月，中国国民党陕西省党部恢复以后，提出组织抗敌后援会，但对中国共产党及其领导的抗日救亡群众团体采取了限制、打击、取缔的方针。1937年10月10日，中共陕西省委致信中国国民党陕西省党部称：“坚持要求省党部立刻进行自我批评，改变自己过去对民众运动的种种错误政策，立刻开放民众运动，给民众救国抗战的民主自由”，“彻底实现陕西民众救亡统一路线”。

## 经过
1938年2月22日，中国国民党陕西省党部在西安各报发表通告，以未经“合法登记”为由，要求中华民族解放先锋队西安队部、西北青年救国会、西安文化界协会、西北青年文艺工作者协会、西安编辑人协会、西安市中等学校教职员联合会、西京世界语学会、西安新文字促进会、新时代歌咏团、西安民众抗战剧团、陕西青年抗日决死队、西安木刻漫画家协会、西北作家协会共13个抗日救亡团体解散或“自动结束”。
西北青年救国会（简称“西青救”）得知消息后，随即发表宣言称：“一、西青救向来主张青运统一，需要统一、集中、公开、合法、可由省党部统一领导；二、明令解散的办法不能达此目的，而西青救为二十万青年代表，以民主产生，会员遍及西北各省，在法理人情上均不能解散；三、未登记的可以继续登记，请予以批准。”这些要求未能实现，但西青救克服困难坚持工作，不断争取合法地位。
通告发表后，民先西安队部同其他被要求解散的抗日救亡团体一道，在中共领导下及各界支持下，一面进行谈判，一面公开组织群众性救亡活动。1938年4月，民先队总部在西安举行临时全国代表大会，修订民先队章程。到1938年6月，全中国的民先队员发展到五万多人。1938年5月间，以柯乐满为团长的世界学联代表团到达西安，民先西安队部同西安其他抗日救亡团体一道，公开参与组织欢迎活动。民先队员及青年3千余人，在于志远、朱平的率领下，打着民先队的旗帜列队到机场迎接。在机场上欢迎队伍还同中国国民党陕西省党部的特务展开了争夺民先队队旗的斗争。随后，民先与学联在西安师范学校举行欢迎世界学联代表团座谈会，并邀西安各界各团体代表参加。
1938年5月17日，中国国民党陕西省党部重申前令，解散民先、西青救等十三个西安救亡团体。中国国民党陕西省党部指这些抗日救亡团体是“不法青年团体”。这激起了民先队员、青年及各界人士的反对。在前后两次斗争中，中共陕西省委机关刊物《西北》周刊于1938年2月22日、6月20日先后两次发表社论及署名文章，对中国国民党陕西省党部解散十三个西安救亡团体表示抗议，指责中国国民党陕西省党部解散救国团体、逮捕爱国青年是违犯抗战建国纲领、破坏抗日团结、分裂抗战力量，要求中国国民党陕西省党部给予各救亡团体合法地位。冯文彬代表西北青救会20余万青年在报刊上发表谈话提出抗议。西安的斗争也引起了中国文化界人士的关注。1938年5月下旬，陕西省当局出动军警，搜查民先西安队部的常用活动地点北大街平民坊五号以及民先全国总队部、西北队部驻地西安师范学校。1938年7月，先后逮捕民先西安队部队长于志远、西青救西安办事处的何志诚、新文字促进会员负责人蔺克义、民先西北队部队长李连壁、西青救办事处负责人陈宇。此即逮捕“西安五青年”事件。该事件震动了西安，各抗日救亡团体及文化界纷纷表达抗议。在中共领导下，掀起了抗议取缔十三救亡团体，营救爱国青年的运动。每天有数百到上千名民先队员及青年，轮流到监狱探望于志远等被捕五青年，大学生们在监狱门前抗议示威。中国各地的救亡团体和各界人士也纷纷来函、来电、签名、发文，声援西安的运动，慰问被捕的五青年。八路军西安办事处的中共代表林伯渠亲自出面同中国国民党陕西省党部交涉，实际指导营救行动。1938年9月初，周恩来路经西安时，亲自给西北行营主任程潜打电话，要求程潜释放“爱国五青年”。1938年9月4日，五青年获释。

## 影响
1938年8月，中国国民党统治下的陕西省军政当局开办了陕西省战时行政人员训练班，以实现“全党特务化”（即中國國民黨特務化）的口号；為了控制青年运动，大量發展中國國民黨青年組織“三民主義青年团”。根据當時陝西省的形势变化及中共中央、中共陕西省委的工作部署，陕西省各地的中共党组织在领导群众鬥争中，在群众中建立广泛、公开、合法的各类小型组织，例如在学校和学生中成立学生自治会、教师联合会、读书会、学术研究会等；在农民中成立夜校、自乐班、冷娃团、孝义会、识字班等。在斗争方法上抛弃了过去一些过“左”的方法，注意从群众关心的问题入手，逐步引导群众参加政治活动。根据不完全统计，自1939年起，陕西省各地中共党组织领导的较大的群众鬥争共50多次。